# Nomada calloptera
Nomada calloptera är en biart som beskrevs av Cockerell 1918. Nomada calloptera ingår i släktet gökbin, och familjen långtungebin. Inga underarter finns listade i Catalogue of Life.